# Autostrada A14 (Belgia)
Autostrada A14, sau A14, este o autostradă belgiană care leagă Anvers de granița franceză. De asemenea, deservește aglomerațiile urbane Sint-Niklaas, Gent și Kortrijk. Poartă numărul european E17.

## Dare în folosință
- 1969: Secțiunea Kruibeke - nodul rutier Anvers-Vest (Antwerpen-West)
- 1970: Secțiunea Mouscron (Moeskroen) - Courtrai-Est (Kortrijk-Oost)
- 1970: Secțiunea nodului rutier Zwijnaarde - nodul rutier Destelbergen
- 1970: Secțiunea Waasmunster - Kruibeke
- 1971: Secțiunea Courtrai-Est (Kortrijk-Oost) - Waregem
- 1971: Secțiunea nodului rutier Destelbergen - Waasmunster
- 1972: Secțiunea granița franceză - Mouscron (Moeskroen)
- 1972: Secțiunea Waregem - nodul rutier Zwijnaarde

## Traseu
| Descrierea traseului      | |            |
| A22 E17                   | |            |
|                           | Frontiera dintre Franța și Belgia.                                                                                        |            |
| A14 E17                   | |            |
|                           | Zonă de parcare: Rekkem (în ambele sensuri).                                                                              |            |
| 1 - Moeskroen             | Orașe deservite: Mouscron, Menen-Rekkem, Mouscron-L.A.R. (Lys à la Route).                                                | N58        |
| Aalbeke                   | Nod rutier între A17 și A14: Bruges, Ypres, Menen, Tournai.                                                               | A17 E403   |
|                           | Zonă de servicii: Marke (în ambele sensuri).                                                                              |            |
| Kortrijk-Zuid             | Nod rutier între R8 și A14: Kortrijk.                                                                                     | R8         |
| 2 - Hoog Kortrijk         | Orașe deservite: Kortrijk-Bellegem, Centrul expozițional din Kortrijk, Kortrijk-Campus Zuid, Park and Ride Bus.           | N323 N323a |
| 3 - Kortrijk-Oost         | Orașe deservite: Kortrijk-nord, Harelbeke-sud, Zwevegem (nod rutier parțial).                                             | R8 N8      |
| 3a - Kortrijk-Oost        | Orașe deservite: Kortrijk-nord, Harelbeke-sud (nod rutier parțial).                                                       | R8 N8      |
| 3b - Kortrijk-Oost        | Orașe deservite: Zwevegem, Park and Ride Bus (nod rutier parțial).                                                        | N8         |
| 4 - Deerlijk              | Orașe deservite: Harelbeke-nord, Deerlijk, Anzegem-Vichte.                                                                | N36        |
| 5 - Waregem               | Orașe deservite: Anzegem, Waregem.                                                                                        | N382       |
|                           | Granița provincială între Flandra de Vest și Flandra de Est.                                                              |            |
|                           | Zonă de parcare: Kruishoutem (în ambele sensuri).                                                                         |            |
| 6 - Kruishoutem           | Orașe deservite: Kruishoutem, Zulte-Olsene.                                                                               | N459       |
| 7 - Deinze                | Orașe deservite: Oudenaarde, Nazareth, Deinze.                                                                            | N35        |
|                           | Zonă de servicii: Nazareth (în ambele sensuri).                                                                           |            |
| 8 - De Pinte              | Orașe deservite: De Pinte, Nazareth-Eke, Oudenaarde.                                                                      | N60        |
| Zwijnaarde                | Nod rutier între A10 și A14: Bruxelles, Aalst, Portul Gent; Bruges, Oostende, Gent-Expo-The Loop.                         | A10 E40    |
| 9 - U.Z. Gent             | Oraș deservit: Gent. | N60        |
| Gent-Centrum              | Nod rutier între B401 și A14: Gent-centru.                                                                                | B401       |
|                           | Viaductul van Gentbrugge.                                                                                                 |            |
| 10 - Gentbrugge           | Orașe deservite: Gent-Gentbrugge, Gent-Ledeberg, Park and Ride.                                                           | N9         |
|                           | Zonă de parcare: Gentbrugge (în ambele sensuri).                                                                          |            |
| Gent-Centrum              | Nod rutier între R4 și A14: Bruxelles, Aalst, Portul Gent (1-6990); Terneuzen, Eeklo, Portul Gent (7000-9990).            | R4         |
| 11 - Beervelde            | Orașe deservite: Lochristi, Lochristi-Beervelde, Laarne.                                                                  | N449       |
|                           | Zonă de servicii: Kalken (în ambele sensuri).                                                                             |            |
| 12 - Lokeren              | Orașe deservite: Lokeren, Dendermonde, Zele.                                                                              | N47        |
| 13 - Waasmunster          | Orașe deservite: Waasmunster, Sint-Niklaas-Belsele.                                                                       | N446       |
|                           | Zonă de parcare: Waasmunster (în ambele sensuri).                                                                         |            |
| 14 - Sint-Niklaas-West    | Orașe deservite: Hulst, Hamme.                                                                                            | N41        |
| 15 - Sint-Niklaas-Centrum | Orașe deservite: Sint-Niklaas, Mechelen, Temse.                                                                           | N16        |
| 15a - Haasdonk            | Orașe deservite: Beveren-Kruibeke-Zwijndrecht-Haasdonk, Temse-Steendorp.                                                  | N485       |
|                           | Zonă de servicii: Kruibeke (în ambele sensuri).                                                                           |            |
|                           | Granița provincială între Flandra de Est și Anvers.                                                                       |            |
| 16 - Kruibeke             | Orașe deservite: Kruibeke, Beveren-Kruibeke-Zwijndrecht-Melsele, Park and Ride Bus.                                       | N419       |
| 17 - Zwijndrecht          | Orașe deservite: Beveren-Kruibeke-Zwijndrecht-Burcht, Zwijndrecht.                                                        | N419       |
| Antwerpen-West            | Nod rutier între R1, R1z și A14: Rotterdam, Portul Gent (500-2000); Breda, Liège, Bruxelles, Anvers, Portul Gent (1-499). | R1 R1z E34 |
| A14 E17                   | |            |